# Óscar Osorio
Óscar Osorio (Sonsonate, 14 de dezembro de 1910 — Houston, 6 de março de 1969) governou El Salvador como membro do Conselho Revolucionário de Governo, junta provisória que assumiu o poder após golpe contra o presidente Salvador Castañeda Castro. Óscar Osorio foi eleito em 1950 presidente de El Salvador, sucedendo a junta. Durante seu mandato o país experimentou crescimento graças ao aumento dos preços do café e do algodão no mercado internacional.
Óscar Tenorio morreu internado em Houston, nos Estados Unidos, com falência renal e pneumonia.